# Samuel Anton Mörtling
Samuel Anton Mörtling, född 26 november 1766 i Berga socken, Skaraborgs län, död 9 oktober 1815 i Hagebyhöga socken, Östergötlands län, var en svensk präst.

## Biografi
Mörtling studerade i Linköping och blev höstterminen 1786 student vid Uppsala universitet. Han avlade 1790 filosofie kandidatexamen och blev 17 juni 1791 magister. Mörtling prästvigdes 26 november 1791 och blev 2 juli 1793 kollega i Linköping, tillträde direkt. Han blev 27 september 1800 konrektor i Linköping, tillträde direkt och 30 april 1805 rektor i Norrköping, tillträde direkt. Mörtling blev 5 november 1806 rektor i Linköping, tillträde 1807. Den 17 april 1801 tog Mörtling pastoralexamen och blev 9 mars 1809 kyrkoherde i Hagebyhöga församling, Hagebyhöga pastorat, tillträde 1810. Han blev 1 september 1813 prost.

### Familj
Samuel Anton Mörtling var son till Jonas Mörtling, som var kyrkoherde i Rystads socken. Mörtling gifte sig 21 juni 1800 med Eva Christina Ekmark (1775–1842). Hon var dotter till kyrkoherden i Bankekinds socken. Efter Mörtlings död gifte Eva Christina Ekmark om sig med kyrkoherden Jonas Enwall i Klockrike socken.